# Le Prince (film, 2019)
Pour les articles homonymes, voir Le Prince (homonymie).
Cet article possède des paronymes, voir Prince et Leprince.
Pour plus de détails, voir Fiche technique et Distribution.
Le Prince (espagnol : El príncipe) est un film chilien réalisé par Sebastián Muñoz et sorti en 2019.

## Synopsis
À Santiago, dans les années 1970, Jaime, un jeune homme, est condamné à la prison pour le meurtre de son meilleur ami. Il y rencontre "El Potro", un homme d'âge mûr respecté dans la prison. 

## Fiche technique
- Titre : Le Prince
- Réalisation : Sebastián Muñoz
- Scénario : Sebastián Muñoz et Luis Barrales
- Photographie : Guido Deniro
- Son : Guido Deniro
- Musique : Ángela Acuña
- Montage : Danielle Fillios
- Production : Niña Niño Films, El Otro Films, Le Tiro Films, Be Revolution Pictures
- Pays :  Chili
 Argentine
 Belgique
- Durée : 96 minutes
- Date de sortie : France - 4 mai 2005

## Distribution
- Alfredo Castro : "el Potro" (le poulain)
- Juan Carlos Maldonado : Jaime "el Príncipe" (le prince)
- Gastón Pauls : "Che Pibe"
- Sebastián Ayala : l'abandonné
- Lux Pascal : Dany, "el Rucio"
- Cesare Serra : "el Gitano"
- José Antonio Raffo : el gendarme López
- Paola Volpato : Elena
- Catalina Martin : Mónica

## Distinctions

### Récompenses
- Mostra de Venise 2019 : Queer Lion[1]

### Sélections
- Chéries-Chéris 2019[2]
- Festival international du film de Saint-Sébastien 2019
- Festival international du film de Chicago 2019
- Festival de Valdivia 2019

## Censure
Le film a été interdit sur Amazon Prime Vidéo après la plateforme a jugé que le film a enfreint ses directives concernant le contenu choquant.